# Hans Bugislav af Slesvig-Holsten-Sønderborg-Nordborg
Hans Bugislav, hertug af Slesvig-Holsten-Sønderborg-Nordborg (tysk: Johann Bugislaw; født 30. september 1629, død 17. december 1679) var en af de mange afdelte sønderborgske hertuger. Han var hertug af Slesvig-Holsten-Sønderborg-Nordborg fra 1658 til 1669.
Han var søn af Hertug Frederik af Slesvig-Holsten-Sønderborg-Nordborg. Ved faderens død i 1658 arvede han faderens lille hertugdømme omkring Nordborg på Als, men allerede i 1669 gik han fallit, og Nordborg blev inddraget under kronen. 

## Biografi
Hans Bugislav blev født den 30. september 1629 i Nordborg som det ældste barn af hertug Frederik af Slesvig-Holsten-Sønderborg-Nordborg i hans første ægteskab med Juliane af Sachsen-Lauenburg. Ved faderens død i 1658 arvede han det lille hertugdømme på Als, der imidlertid allerede der var stærkt forgældet. I 1665 udbrød der brand på Nordborg Slot, og det nedbrændte. I 1669 gik Hertug Hans Bugislav fallit og fik frataget sit len, som blev inddraget under kronen. I 1676 overdrog kongen Nordborg til Hans Bugislavs fætter, August af Plön i et mageskifte for Oldenborg. Hans Bugislav døde den 17. december 1679 i Nordborg.

## Eksterne links
- Hans den Yngres efterkommere